# Mounted Officer Flynn
Mounted Officer Flynn è un cortometraggio muto del 1913 diretto da Fred Huntley. La storia è firmata da Lanier Bartlett, uno sceneggiatore specializzato in western che, negli anni dieci e nei primi anni venti, collaborò a una cinquantina di film.

## Produzione
Il film fu prodotto dalla Selig Polyscope Company.

## Distribuzione
Distribuito dalla General Film Company, il film - un cortometraggio in una bobina - uscì nelle sale cinematografiche statunitensi il 25 novembre 1913.